# Nathan Cardoso
Nathan Raphael Pelae Cardoso (São Paulo, 13 de mayo de 1995), conocido simplemente como Nathan Cardoso, es un futbolista brasilero que juega como defensa en el Cuiabá E. C. del Campeonato Brasileño de Serie B.

## Estadísticas
Actualizado al 11 de octubre de 2016.
| Club                     | Div.          | Temporada     | Liga  | Liga  | Estatal | Estatal | Copas nacionales | Copas nacionales | Torneos internacionales | Torneos internacionales | Total | Total |
| Club                     | Div.          | Temporada     | Part. | Goles | Part.   | Goles   | Part.            | Goles            | Part.                   | Goles                   | Part. | Goles |
| ------------------------ | ------------- | ------------- | ----- | ----- | ------- | ------- | ---------------- | ---------------- | ----------------------- | ----------------------- | ----- | ----- |
| S. E. Palmeiras · Brasil | 1.ª           | 2014          | 12    | 0     | -       | -       | -                | -                | -                       | -                       | 12    | 0     |
| S. E. Palmeiras · Brasil | 1.ª           | 2015          | 3     | 0     | 1       | 0       | 0                | 0                | -                       | -                       | 4     | 0     |
| S. E. Palmeiras · Brasil | 1.ª           | 2016          | -     | -     | -       | -       | -                | -                | 0                       | 0                       | 0     | 0     |
| S. E. Palmeiras · Brasil | Total club    | Total club    | 15    | 0     | 1       | 0       | 0                | 0                | 0                       | 0                       | 16    | 0     |
| Criciúma E. C. · Brasil  | 2.ª           | 2016          | 14    | 2     | -       | -       | -                | -                | -                       | -                       | 14    | 2     |
| Criciúma E. C. · Brasil  | Total club    | Total club    | 14    | 2     | 0       | 0       | 0                | 0                | 0                       | 0                       | 14    | 2     |
| Total carrera            | Total carrera | Total carrera | 29    | 2     | 1       | 0       | 0                | 0                | 0                       | 0                       | 30    | 2     |